# Ахац фон дер Шуленбург
Ахац фон дер Шуленбург/V (на немски: Achaz V. von der Schulenburg; * 9 октомври 1669, Апенбург; † 2 август 1731, Берлин) е благородник от род фон дер Шуленбург в Алтмарк, пруски генерал-лейтенант на кавалерията, и амтс-хауптман в Затциг, също наследствен съдебен господар в Бетцендорф (Апенбургер Хоф) и Апенбург.

## Биография
Той е големият син на Дитрих Херман I фон дер Шуленбург (1638 – 1693) и съпругата му фрайин Амалия фон дер Шуленбург (1643 – 1713), дъщеря на фрайхер Ахац II фон дер Шуленбург (1610 – 1680) и София Хедвиг фон Велтхайм (1607 – 1667). Брат му Левин Дитрих фон дер Шуленбург (1678 – 1743) е женен за Катарина София фон дер Асебург (1686 – 1780).
Ахац следва в университетета във Франкфурт на Одер и в рицарската академия „Рудолф-Антониана“ във Волфенбютел. През края на 1680-те години той влиза в бранденбургската войска, където през 1719 г е повишен на генерал-майор, а през 1728 г. на генерал-лейтенант.
През 1717 г. той получава задачата да образува нов регимент в Халберщат, който по-късно носи неговото име.
През 1730 г. Ахац ръководи в гербовата зала на „дворец Кьопеник“ военния съд, който се занимава с военното оценяване, заради опит за дезертьорство, на тронпринц и по-късен крал на Прусия, Фридрих II.
Ахац фон дер Шуленбург умира на 61 години на 2 август 1731 г. в Берлин и е погребан в „Гарнизонската църква“ в Берлин.

## Фамилия
Ахац фон дер Шуленбург (V) се жени на 14 април 1714 г. в Щраусфурт за София Магдалена фон Мюнхаузен (* 3 ноември 1688; † 30 януари 1763, Бетцендорф), дъщеря на Герлах Хайно фон Мюнхаузен, господар на Вендлингсхаузен (1652 – 1710) и Катарина София фон Зелмнитц (1665 – 1735). Те имат девет деца:
- София Амалия (* 23 ноември 1717, Щраусфурт; † 15 декември 1782, Брист), омъжена на 15 февруари 1735 г. в Берлин за Левин-Фридрих фон Бисмарк (* 3 октомври 1703, Кревезе; † 15 октомври 1774, Брист)
- Кристиана Луция (1718 – 1787), омъжена за фрайхер Герлах Адолф фон Мюнхаузен (1688 – 1770)
- Фридрих Вилхелм V (1719 – 1790), женен за Хелена фон Аймбек (1740 – 1817)
- София Улрика (1720 – 1774), омъжена за Ото Готлоб фон Щюлпнагел (1716 – 1772)
- Фридрих Албрехт Лудвиг (1721 – 172?)
- София Вилхелмина (1722 – 172?)
- Лудвиг Херман Хайно (1724 – 1787)
- Вилхелм Фридрих (1730 – 1757)